# Акулов, Тимур Юрьевич
Тимур Юрьевич Акулов (25 апреля 1953, Янгиюль — 2 мая 2018, Казань) — российский государственный и политический деятель. Депутат  Государственной думы Федерального собрания Российской Федерации VI созыва с  19 июля 2012 года от Республики Татарстан (фракция «Единая Россия»), член комитета по обороне в российском Парламенте. Ранее занимал различные посты Администрации Татарстана.

## Биография
Родился 25 апреля 1953 года в Янги-Юль Ташкентской области Узбекской ССР.
В 1970 году начал свою трудовую деятельность в колхозе имени Калинина Янгиюльского района Ташкентской области Узбекской ССР. 
Отслужил срочником в Советской Армии. Затем работал судовым слесарем-монтажником на Балтийском заводе имени Орджоникидзе в Ленинграде.
В 1974 году Тимур Акулов поступил на Восточный факультет Ленинградского государственного университета. Окончил университет с отличием в 1979 году. Получил специальность востоковеда-историка.
После учебы в университете с 1979 по 1982 год работал военным переводчиком в Народно-Демократической Республике Йемен.
В 1982 году стал сотрудником научной библиотеки.
В 1983 году получил должность ассистента Казанского государственного университета, которую занимал до 1991 года. В 1988-1991 годы - преподаватель института социальных наук в городе Аден (Йеменская республика).
В 1991 году назначен на пост советника Президента Республики Татарстан по международным вопросам. В 1994 году стал Государственным советником при Президенте Республики Татарстан по международным вопросам.
В 1995 году Тимур Акулов стал директором Департамента внешних связей Президента Республики Татарстан - Государственным советником при Президенте Республики Татарстан по международным вопросам.
В марте 2010 года занял пост директора Департамента внешних связей Президента Республики Татарстан. 
В марте 2011 года занял должность помощника Президента Республики Татарстан. 
В 2011 году был избран в Государственную думу Российской Федерации. В качестве депутата Государственной думы входил в состав правительственной комиссии по делам соотечественников за рубежом, а также являлся членом Консультативного совета субъектов Российской Федерации по международным и внешнеэкономическим связям при Министерстве Иностранных дел Российской Федерации.
2 мая 2018 года скоропостижно скончался в Казани.

## Личная жизнь
Был женат. Имел двоих сыновей и внучку.